# Авіценніт
Авіценніт — оксид талію. Був виявлений у 1958 році неподалік селища Джузумлі в Узбекистані. Названий на честь Авіценни, перського лікаря та полімата.